# Thaumatolpium silvestrii
Thaumatolpium silvestrii es una especie de arácnido del orden Pseudoscorpionida de la familia Olpiidae.

## Distribución geográfica
Se encuentra mayormente en Chile.